# Lieke Wevers
Lieke Wevers (Leeuwarden, Países Bajos, 17 de septiembre de 1991) es una gimnasta artística neerlandesa, la primera en ganar un título europeo en gimnasia: en los Juegos europeos de 2015 ganó la medalla de oro en la viga de equilibrio.

## Formación y vida personal
Nació el 17 de septiembre de 1991, en Leeuwarden. Es seis minutos más joven que su gemela Sanne, quién es una medallista olímpica. Ambas son del equipo de gimnasia nacional holandés y son entrenadas por su padre, Vincent.
En 1992, Wevers y su familia se mudaron Oldenzaal. Cuándo tenía 12, ella y su hermana empezaron entrenar con su padre en un club local en Dronrijp. La familia luego se mudó a Twente, y las gemelas empezaron entrenar en la gimnasia Superior Oriental Netherlands (holandés: Topturnen Oost-Nederland). Sus padres ayudaron convertirlo en una facilidad de deportes de nivel alto llamó BosanTON.[cita requerida] En 2013, Vincent Wevers tuvo un conflicto la administración y fue despedido. Finalmente, ambas se mudaron con su padre a Heerenveen para entrenar, mientras su madre quedada en Oldenzaal.
Lieke estudia psicología y habla holandés, inglés, alemán, y francés.

## Carrera

### 2009–2012
El debut internacional fue en el 2009, donde ganó la medalla de plata en viga detrás de Marta Pihan-Kulesza de Polonia y acabó en octavo lugar en las barras asimétricas. Aun así, en los Campeonato Europeo de Gimnasia Artística de 2009, se desgarró y no compitió por dos años.
Hizo su retorno a la competición en el Campeonato Mundial de Gimnasia Artística de 2011. En la ronda de clasificación, compitió en barras, viga, y su equipo acabó en 13.er lugar. Este resultado los clasificó para la Prueba Olímpica Acontecimiento de 2012; sin embargo, el equipo acabó en octavo y no se clasificó para las Olimpiadas. Después, Wevers tuvo cirugía en ambas de sus muñecas.

### 2014–presente
Regresó en 2014 tras dos años de inactividad. En ese mismo año compitió en los Campeonatos europeos con su hermana, dejando a su país en 9° lugar. En los Campeonatos Nacionales holandeses, acabó 11.º en el todo-alrededor y 5° en viga viga. En los 2014 Campeonatos Mundiales, Lieke deja a su país en 10° lugar
En los Juegos europeos de 2015, ganó una medalla de oro en la viga de equilibrio y medallas de bronce con el equipo neerlandés, en el todo-alrededor, y en ejercicio de piso. En el Campeonato Mundial de Gimnasia Artística de 2015, obtiene el 8° lugar representando a su país. Individualmente, ocupó 13° en el todo-alrededor y octavo en el ejercicio de piso.
En julio de 2016, Wevers estuvo nombrado al equipo neerlandés para los Juegos Olímpicos de 2016, junto a su hermana Sanne, acabando séptimo en la competición de equipo y 20° en el individual de todo-alrededor.

## Historia competitiva
| 2009 | Cottbus Taza mundial              | 8.º  | 2.º  |     |     |
| 2009 | Moscú Estrellas Mundiales         | 1.º  |      |     |     |
| 2012 | Acontecimiento de Prueba olímpica | 8.º  |      |     |     |
| 2014 | Campeonatos Nacionales holandeses | 11.º | 5.º  |     |     |
| 2014 | AUT-FRA-NED Amistoso              | 1.º  |      |     |     |
| 2015 | Juegos europeos                   | 3.º  | 3.º  | 1.º | 3.º |
| 2015 | Campeonatos mundiales             | 8.º  | 13.º | 8.º |     |
| 2016 | Acontecimiento de Prueba olímpica | 3.º  |      |     |     |
| 2016 | Campeonatos Nacionales holandeses | 10.º |      |     |     |
| 2016 | Olimpiadas                        | 7.º  | 20.º |     |     |